# Bikini Beach
Bikini Beach es una película de 1964 dirigida por William Asher y protagonizada por Frankie Avalon y Annette Funicello. 

## Sinopsis
Un millonario se propone demostrar su teoría que su chimpancé es tan inteligente como los adolescentes que están en la playa local.

## Elenco
- Annette Funicello como Dee Dee.
- Frankie Avalon como Frankie / Potato Bug (née Peter Royce Bentley).
- Keenan Wynn como Harvey Huntington Honeywagon III.
- Martha Hyer como Vivian Clements.
- Harvey Lembeck como Eric Von Zipper.
- Don Rickles como Big Drag.
- John Ashley como Johnny.
- Jody McCrea como Deadhead.
- Candy Johnson como Candy.
- Danielle Aubry como Yvonne.
- Elizabeth Montgomery como la voz de Yvonne.
- Andy Romano como JD.
- Meredith MacRae como Animal.
- Delores Wells como Sniffles.
- Donna Loren como Donna.
- Janos Prohaska como Clyde.
- Timothy Carey como South Dakota Slim.
- Little Stevie Wonder como él mismo.
- Alberta Nelson como Puss / Alberta.
- Boris Karloff